# Черненко Андрій Миколайович
Андрій Миколайович Черненко (*9 грудня 1978, с. Слободо-Петрівка, Гребінківський район, Полтавська область — † 18 лютого 2014, Київ) — учасник Євромайдану, Герой України.

## Біографія
Дитинство пройшло в Черкасах, де й тепер залишились його батьки та брати. Мешкав у Києві.
По закінченню Національного транспортного університету Андрій отримав диплом магістра за спеціальністю «Інженер-технолог» та тривалий час працював автоелектриком у Києві.
У 2008–2012 роках разом з дружиною працював у Посольстві України в Нідерландах.
Залишив дружину та доньку Яну.
Під час подій Євромайдану, а саме 18 лютого 2014 року був доставлений з Будинку профспілок до київської міської клінічної лікарні № 17 із проникаючим вогнепальним пораненням грудної клітини.
Похований на батьківщині у Слободо-Петрівці.

## Вшанування пам'яті

Меморіальна дошка Андрієві Черненку на будинку по вулиці Велика Васильківська, 114

- 20 серпня 2014 року у Голосіївському районі Києва на вул. Великій Васильківській, 114, відбулось відкриття меморіальної дошки Герою Небесної Сотні Андрієві Черненку, яку встановлено на фасаді будинку, у якому до своєї трагічної загибелі мешкав Андрій з родиною — дружиною та донечкою Яночкою[1].

## Нагороди
- Звання Герой України з удостоєнням ордена «Золота Зірка» (21 листопада 2014, посмертно) — за громадянську мужність, патріотизм, героїчне відстоювання конституційних засад демократії, прав і свобод людини, самовіддане служіння Українському народу, виявлені під час Революції гідності[2]
- Медаль «За жертовність і любов до України» (УПЦ КП, червень 2015) (посмертно)[3].